# Damalis major
Damalis major là một loài ruồi trong họ Asilidae. Damalis major được Wulp miêu tả năm 1872.